# Venezuela
Venezuela, plným názvem Bolívarovská republika Venezuela (španělsky República Bolivariana de Venezuela), je federativní republika na severním pobřeží Jižní Ameriky při pobřeží Karibského moře, v tropech severně od rovníku. Skládá se z pevninské části a mnoha ostrovů v Karibském moři, z nichž největší je Isla de Margarita. Sousedí na západě s Kolumbií, na jihu s Brazílií, a na východě s Guyanou, na jejíž západní polovinu (tzv. Guayana Esequiba či „Zona en Reclamación“) si Venezuela činí nárok. Poněkud severněji pak leží Trinidad a Tobago, Grenada, Curaçao, Bonaire a Aruba. Počet obyvatel přesáhl v roce 2014 28,8 milionů. Hlavním městem je Caracas. Úředním jazykem je španělština. Nejvíce lidí se hlásí ke katolické církvi.
Jméno země je španělskou zdrobnělinou názvu Venezia (Benátky). Adjektivum „bolívarovská“ odkazuje k postavě Simóna Bolívara, místního slavného rodáka.

## Dějiny

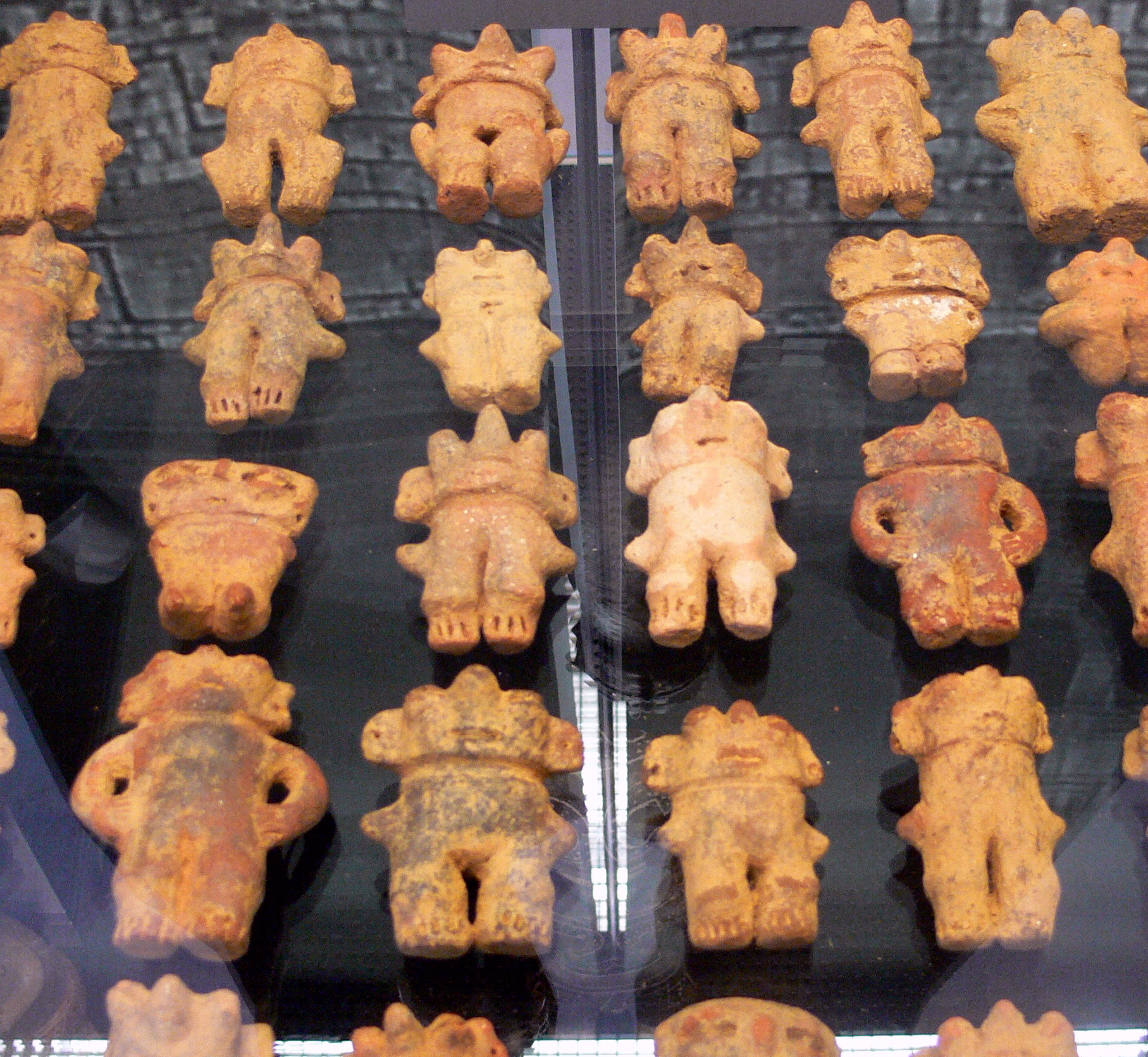
Figurky Timoto–Cuica

### Počátky osídlení
Existují důkazy o lidském osídlení oblasti zhruba před 15 000 lety. Rané zemědělské nástroje byly nalezeny zejména na vysokých říčních terasách Rio Pedregal v západní Venezuele. Nejstarší lovecké nástroje, včetně špiček kopí, byly nalezeny v severozápadní Venezuele, v oblasti známé jako jako „El Jobo“. Podle radiokarbonového datování pocházejí z období 13 000 až 7 000 př. n. l.
Není známo, kolik lidí žilo ve Venezuele před příchodem Španělů, obvyklý odhad tvrdí, že zhruba jeden milion. Nejkomplexnější společností předkolumbovské Venezuely byla kultura Timoto–Cuica. Tvořila stálé vesnice obklopené zavlažovanými terasovitými poli. Vodu skladovali tito indiáni v nádržích. Jejich domy byly převážně z kamene a dřeva, s doškovými střechami. Pěstovali zejména brambory a melok. Tvořili i umělecká díla, zejména antropomorfní keramiku. Je jim připisován vynález arepy, základní součásti venezuelské kuchyně.

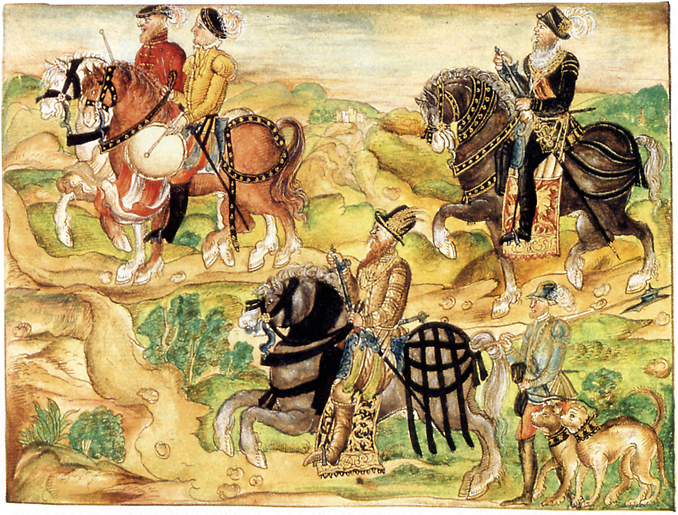
Vojsko Welserů vedené Georgem von Speyer (vpravo) a Philippem von Hutten (uprostřed) v Sanlúcar de Barrameda

### Evropská kolonizace
V roce 1498, během své třetí cesty do Ameriky, přistál na venezuelském pobřeží, poblíž delty Orinoka, evropský objevitel ve španělských službách Kryštof Kolumbus. V dopise španělskému panovnickému páru uvedl, že objevil pozemský ráj. V roce 1522 započala španělská kolonizace založením první trvale obývané evropské osady na jihoamerickém kontinentu, která se nacházela v dnešním městě Cumaná. Domorodí vůdci (kasikové) jako Guaicaipuro (asi 1530–1568) a Tamanaco (zemřel 1573) se pokoušeli španělský vpád zastavit, ale neuspěli. Tamanaco byl usmrcen na rozkaz zakladatele Caracasu Diega de Losada. Caracas byl založen roku 1567. Populace domorodců rychle poklesla v důsledku nových evropských chorob. Byla také úspěšně christianizována.
V letech 1528 až 1546 se část venezuelského území stala "soukromou kolonií" bankovního rodu Welserů, známou jako Malé Benátky. Welserové zde hledali bájné Eldorado. Když neuspěli, stáhli se. Zbylé území, a brzy i to welserovské, se stalo součástí španělského impéria. Zprvu bylo pod správou místokrálovství Peru, od roku 1717 spadalo pod místokrálovství Nová Granada. Roku 1776 byl zřízen generální kapitanát Venezuela, což v podstatě znamenalo získání výrazné vnitřní autonomie a samosprávy v rámci španělských amerických držav. Rané koloniální osídlení bylo soustředěno na severním pobřeží, ale v polovině 18. století se Španělé začali tlačit dál do vnitrozemí podél řeky Orinoco. Největší odpor zde kladli Ye'kuanové, válka s nimi probíhala v letech v letech 1775 až 1776.

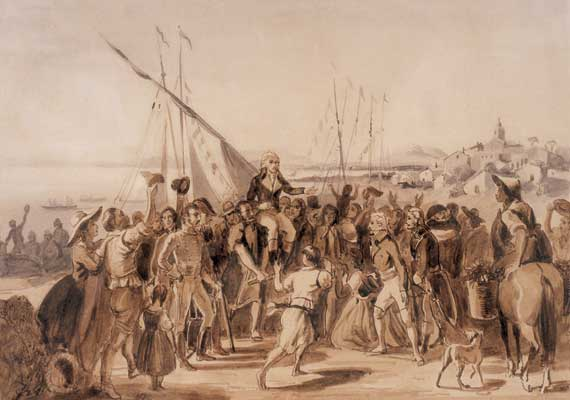
Francisco de Miranda na ramenou povstalců

### Nezávislost
Dne 5. července 1811 vyhlásila Venezuela nezávislost na Španělsku. V čele revolty stál Francisco de Miranda, maršál, který bojoval v americké i francouzské revoluci. První venezuelská republika však rychle skončila v rozvratu, po zemětřesení roku 1812 a rovněž v důsledku povstání llaneros, pastevců, kteří tvořili jádro republikánské kavalerie. Iniciativy v oblasti se pak ujal venezuelský rodák Simón Bolívar. Dobyl většinu území a byl vyhlášen jako El Libertador („Osvoboditel“). Druhá venezuelská republika byla vyhlášena 7. srpna 1813, ale trvala jen několik měsíců, než byla rozdrcena monarchistou José Tomásem Bovesem a jeho soukromou armádou llaneros. Porážka Napoleona v Evropě umožnila Španělům pokusit se vojensky znovu dobýt ztracená jihoamerická území, což se načas podařilo. Kolem roku 1817 však v oblasti znovu získal převahu Bolívar. Roku 1819 rozhodl, že zapojí území Venezuely do velkého nového státu zvaného Velká Kolumbie. Rozhodného vítězství nad Španěly dosáhl roku 1821. Venezuelské území bylo plně osvobozeno o dva roky později, zejména díky generálovi Rafaelu Urdanetovi. Během bojů za nezávislost zahynula třetina obyvatel Venezuely, včetně poloviny bílé populace.

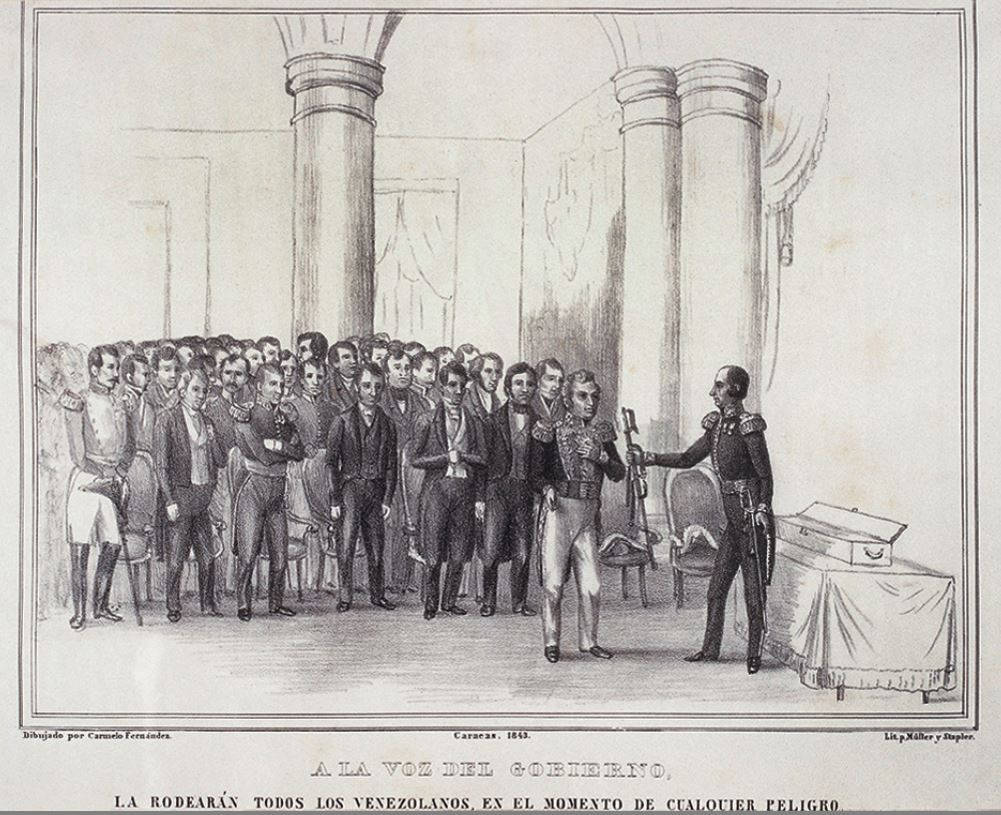
Páez volen prezidentem

Roku 1830 rozpoutal José Antonio Páez, jeden z hrdinů osvobozenecké války, povstání, po jehož vítězství se Venezuela odhlásila z Velké Kolumbie a prohlásila se samostatnou republikou. V následujících dvou desetiletích Páez dominoval politice své země a je považován za ukázkový příklad jihoamerického caudilla. Jeho autoritářský styl vlády se až na několik drobných přerušení v zemi udržel do roku 1958.
V roce 1854 bylo zrušeno otroctví. V roce 1859 ve Venezuele vypukla občanská válka mezi konzervativci a liberály, známá též jako federální válka (Guerra Federal). Trvala do roku 1863 a stála statisíce životů – v zemi s asi milionem obyvatel. Po válce se na dlouho stal caudillem liberál Antonio Guzmán Blanco, který se vracel k moci až do roku 1887. Roku 1899 se jí chopil Cipriano Castro. Rozhodl se nesplácet zahraniční dluhy Venezuely a odmítl vyplatit odškodné cizincům, kteří byli poškozeni ve venezuelských občanských válkách. V důsledku toho v letech 1902 až 1903 uskutečnily Británie, Německo a Itálie námořní blokádu Venezuely, aby ji přinutily zahraniční dluh splácet. Situaci zklidnila arbitráž v Haagu, nicméně, když se Castro dostal do dalšího podobného sporu s Nizozemci, jeho vojenský pobočník Juan Vicente Gómez, který ho držel u moci, ho roku 1908 svrhl a sám se ujal prezidentského postu. Vládl poté Venezuele jako diktátor dalších 27 let, až do své smrti.

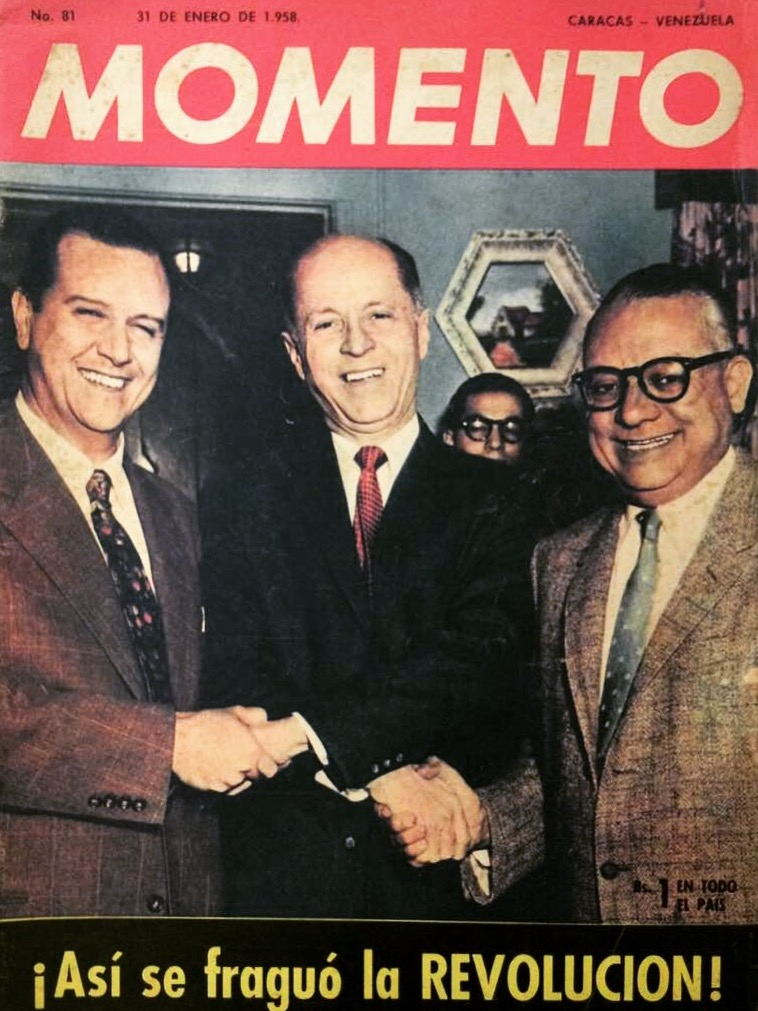
Demokraté podepisují pak puntofijo. Zleva Rafael Caldera, Jóvito Villalba a Rómulo Betancourt.

### 20. století
Objev obrovských ložisek ropy v jezeře Maracaibo během první světové války proměnil celou Venezuelu. Ropa přinesla velké zisky a rozbila závislost na vývozu zemědělských výrobků. Vyvolalo to hospodářský rozmach, do roku 1935 byl venezuelský hrubý domácí produkt na obyvatele nejvyšší v Latinské Americe. Gómez z toho těžil, získal si obrovskou autoritu a centralizoval venezuelský stát. I po Gomézově smrti se udržel jeho gomézistický režim, až do roku 1945. Byť Isaías Medina Angarita (vládl 1941–1945) udělal řadu liberalizačních reforem a povolil i vznik různých politických stran. Roku 1945 ho svrhl převrat, v zásadě vojenský. Venezuela poté prvně ve své historii tři roky koketovala s demokracií. Souviselo to i s demografickou změnou, poválečná imigrace z jižní Evropy (hlavně ze Španělska, Itálie, Portugalska a Francie) výrazně kulturně proměnila venezuelskou společnost. Prvním demokratickým vládcem se stal Rómulo Betancourt, v prvních demokratických volbách byl prezidentem zvolen Rómulo Gallegos. V roce 1948 ho však svrhla vojenská junta. Nejmocnějším mužem junty byl Marcos Pérez Jiménez, vládl až do roku 1958. Pérez byl zastáncem etatismu a do té doby poměrně svobodnou ekonomiku značně zestátnil. Ekonomicky ale neuspěl, za jeho vlády vzrostl venezuelský dluh více než 25krát. Nakonec byl Pérez donucen odstoupit. Uchýlil se do Spojených států, z nich byl ale v roce 1963 vydán k procesu ve Venezuele.
Tři hlavní opoziční strany podepsaly v roce 1958 pakt zvaný puntofijo, který se stal základem nového demokratického režimu. Do úřadu prezidenta se vrátil Betancourt. Radikální levice a komunisté se však odmítli k puntofijo připojit a rozpoutali na venkově partyzánskou válku. Nový režim čelil tlaku i ze zahraničí, dominikánský diktátor Rafael Trujillo se například pokusil roku 1960 Betancourta zavraždit. Partyzány zase podporovala Castrova Kuba. Nebylo ani divu, Betancourt nekompromisně trval na tom, že Venezuela bude mít diplomatické styky jen se zeměmi s demokratickou vládou (tzv. Betancourtova doktrína, jíž však Betancourtovi nástupci poněkud rozvolnili). Navzdory značnému tlaku se podařilo demokratický režim stabilizovat a dosáhnout i pokroku ekonomického. Do karet Venezuele hrála i ropná krize roku 1973, po níž došlo k masivnímu růstu cen ropy, a tedy i venezuelských zisků z ní. Aby státu z těchto zisků neuniklo vůbec nic, nechal Carlos Andrés Pérez ropný průmysl v roce 1975 znárodnit. Stát si mohl dovolit náhle mnohem větší výdaje, které mu však zlomily vaz v roce 1983, kdy cena ropy náhle poklesla. Vláda se rozhodla utopit své závazky v devalvaci měny. Výsledkem byl růst chudoby, kriminality, inflace a politické nestability, jejž se nepodařilo zastavit celých příštích dvacet let. Konci venezuelských zlatých časů se někdy říká Viernes Negro (tedy cosi jako "venezuelský černý pátek").

### Chávez a Maduro

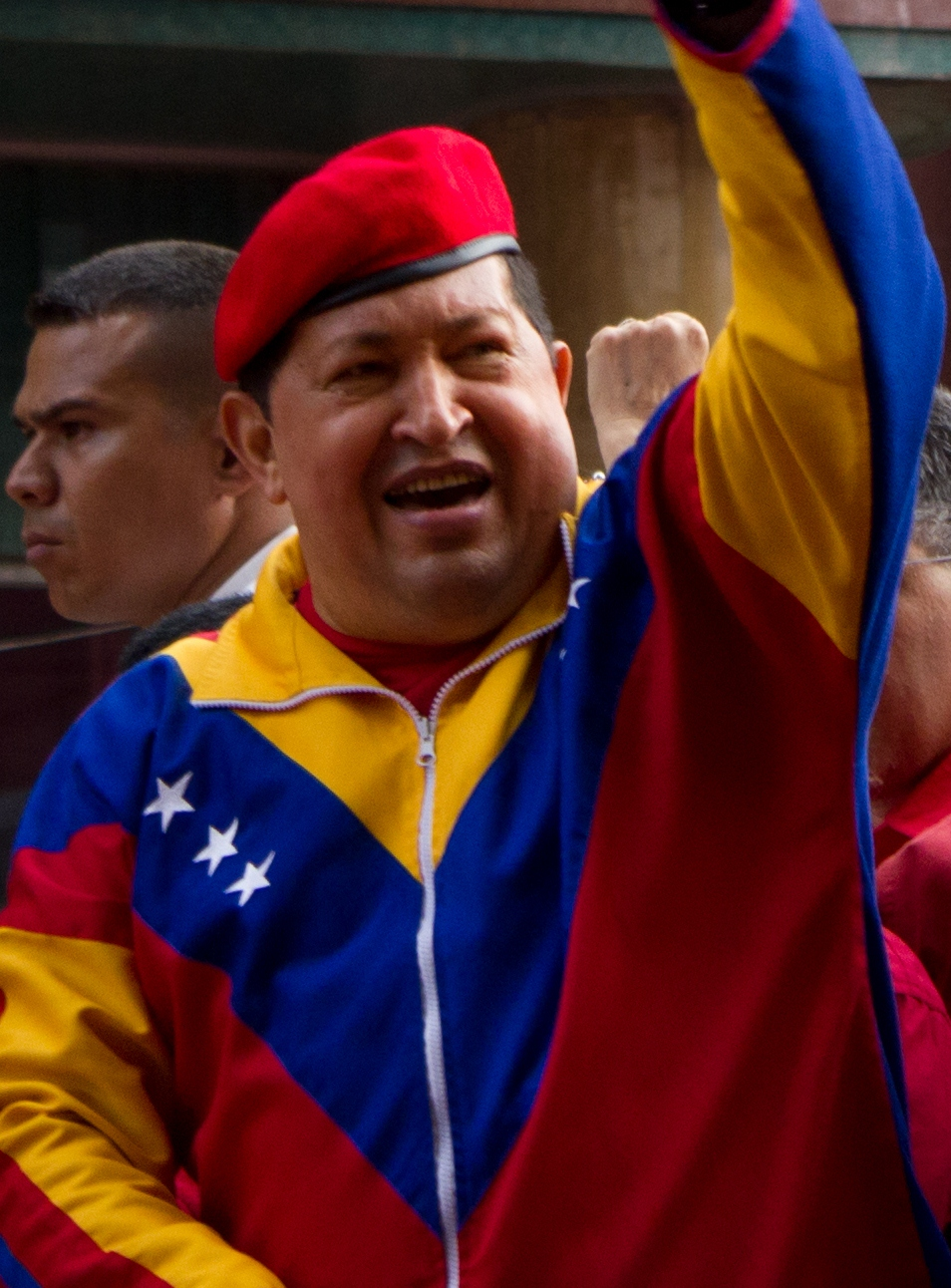
Hugo Chávez

Krize roku 1983 a následný všeobecný úpadek nahrály radikální levici. Do jejího čela se postavil Hugo Chávez. Již roku 1992 uskutečnil dva pokusy o státní převrat uprostřed výbuchu hněvu proti úsporným opatřením vlády. Byl zatčen, avšak roku 1994 omilostněn. Roku 1998 byl prvně zvolen prezidentem a držel úřad až do své smrti v roce 2013. Chávezismus, neboli jakýsi neokomunismus, měl velké dopady na celou Jižní Ameriku a také značné geopolitické důsledky (Venezuela je nyní hlavní ruskou základnou v Jižní Americe). Zajímavý ekonomickým rysem chávezismu bylo (a je), že navzdory revoluční rétorice v zásadě postupuje zcela stejně jako politici 80. let: využívá zisků znárodněného ropného průmyslu k velkorysým sociálním programům, a když se cena ropy zakymácí, řeší problém devalvací. Po smrti Cháveze v roce 2013 převzal tuto metodu i Chávezův nástupce Nicolás Maduro, který tímto způsobem dovedl zemi až k extrémní inflaci. Kolem roku 2014 již v zemi nastal i nedostatek základních potravin a elektřina začala být zapínána jen na několik dní v týdnu. Od února 2014 proti úpadku země začaly protestovat statisíce Venezuelanů. Chávezisté odpověděli násilím a opoziční vůdci včetně Leopoldo Lópeze a Antonio Ledezmy byli zatčeni. Ve venezuelských parlamentních volbách v roce 2015 přesto získala demokratická opozice většinu.

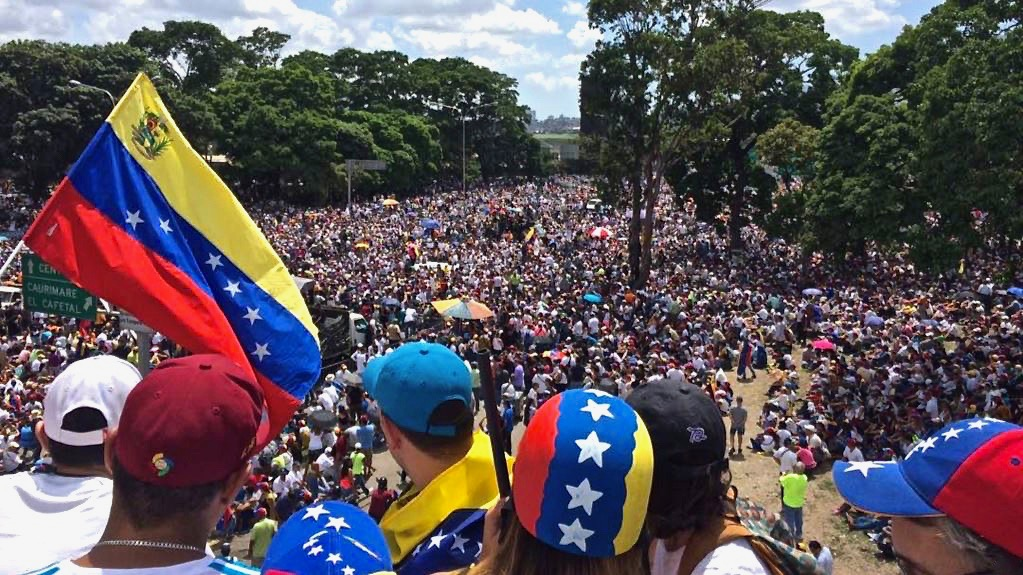
Protest proti komunistické vládě roku 2017

V roce 2010 inflace vymazala růst životní úrovně i přes růst mezd, v roce 2014 dosáhla inflace 69 % a v zemi vznikl nedostatek základního zboží. V roce 2015 měla Venezuela již nejvyšší míru inflace na světě (přes 100 %), což nezažila ani v nejhorších časech po roce 1983. V roce 2017 vstoupila země do období hyperinflace, která v roce 2017 dosáhla 4000 % na konci roku 2018 rekordních 1,35 miliónu procent, MMF však odhadoval 10 miliónů procent. Ekonomika se během 5 let zmenšila na polovinu.
Z Venezuely uprchly před chudobou k roku 2015 téměř 2 miliony lidí (k roku 2021 to bylo již 5,5 milionu – ze třicetimilionové země). To vytvořilo značný tlak na sousedy, zejména Kolumbii. Ta uvažovala i o vojenském řešení, avšak nakonec ho nezvolila kvůli tomu, že vojensky drží Madura Rusové a konflikt by se mohl rozrůst do nepředvídatelných rozměrů. Ze stejného důvodu touto cestou nešly ani Spojené státy, byť prezident Donald Trump aspoň vyhlásil ekonomické sankce. Maduro následně posílil svou osobní moc. V červenci 2016 Maduro dočasně otevřel hraniční přechody s Kolumbií, aby si mohli Venezuelané nakoupit potraviny a základní potřeby pro domácnost. Podle některých zdrojů se chávezisté snaží zachránit krachující ekonomiku mj. svým podílem na obchodu s drogami.
V roce 2017 vypukla v zemi ústavní krize. Nejvyšší soud dlouhodobě na Madurův příkaz rušil většinu rozhodnutí Národního shromáždění od doby, kdy v něm opozice převzala kontrolu. V březnu 2017 přímo uzmul parlamentu všechny jeho pravomoce. Po vlně odporu Nejvyšší soud ustoupil a zrušil své rozhodnutí. O měsíc později Maduro vyhlásil nové volby a roku 2018 v nich podle svých slov drtivě zvítězil. Podle opozice byly volby zmanipulované a podvodné. Jejich výsledek neuznaly sousední státy, Evropa ani USA. Naopak za nového prezidenta uznaly vůdce opozice Juana Guaidóa. Na straně Madura zůstaly Kuba, Čína, Rusko, Turecko a Írán. V srpnu 2019 vyhlásil americký prezident Trump celkovou ekonomickou blokádu Venezuely. Maduro však moc udržel, za pomoci kubánských vojáků. Představitelé opozice jsou přitom jeho režimem unášeni a mučeni.

## Státní symboly

### Vlajka
Venezuelská vlajka je tvořena listem o poměru stran 2:3, se třemi vodorovnými pruhy v barvách: žlutá, modrá a červená. Ve středu modrého pruhu je do oblouku uspořádáno osm bílých pěticípých hvězd. Hvězdy jsou uspořádány tak, že jejich osy jsou kolmé k tečně na pomyslném půlkruhu a svírají navzájem úhel 20°. Na vlajce je 8 hvězd, 7 z nich symbolizuje 7 provincií (Caracas, Cumaná, Barcelona, Barinas, Margarita, Mérida a Trujillo) a 8. znamená teritorium Esequiba v západní části Guyany.

### Znak
Venezuelský státní znak je tvořen obloukem děleným štítem na dvě části. Horní část je polcena, v prvním, červeném poli je zlatý snop pšenice s 24 klasy, v druhém, zlatém poli jsou dvě zkřížené venezuelské vlajky na žerdích zakončených hroty. Žerdě jsou svázány zeleným vavřínovým věncem, za vlajkami jsou šavle, luk s toulcem, oštěp se stuhou v národních barvách a mačeta. V dolním, modrém poli je stříbrný kůň běžící tryskem heraldicky vpravo. Štít obepínají dvě ratolesti: heraldicky vpravo olivová, vlevo palmová, které jsou v dolní části převázány stuhou v národních barvách (žluto-modro-červenou). Na stuze jsou v modrém pruhu zlaté nápisy. Heraldicky vpravo 19 DE ABRIL DE 1810 – INDEPENDENCIA (česky 19. dubna 1810 – Nezávislost), vlevo 20 DE FEBRERO DE 1859 – FEDERACIÓN (česky 20. února 1859 – Federace) a dole REPÚBLICA BOLIVARIANA DE VENEZUELA (česky Venezuelská bolívarovská republika). Nad štítem jsou dva stříbrné, zkřížené rohy hojnosti.

### Hymna
Venezuelská hymna je píseň Gloria al bravo pueblo (česky Sláva statečnému lidu). Hudbu složil Juan José Landaeta, text napsal Vicente Salias.

## Geografie

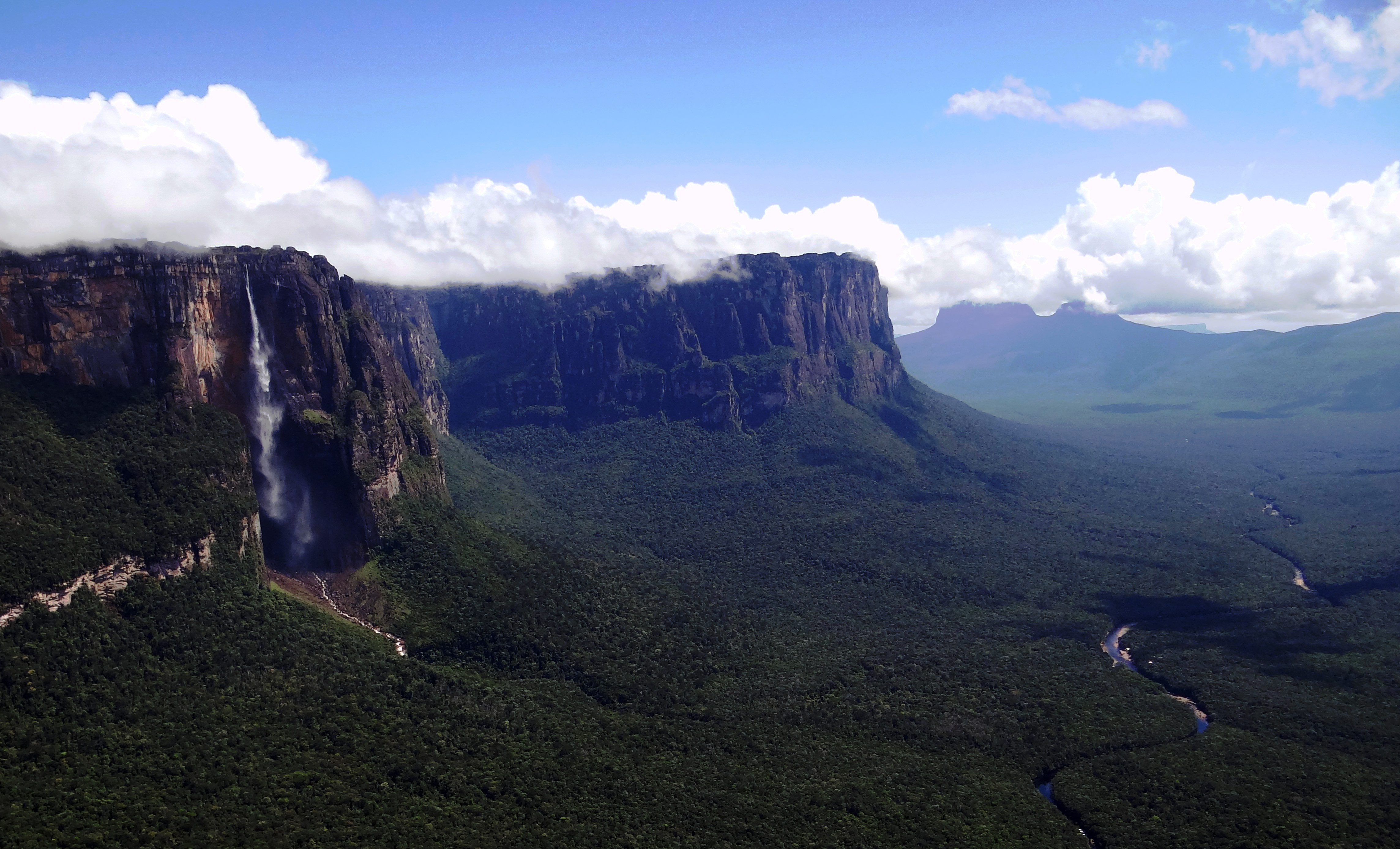
Vodopád Salto Angel, národní park Canaima

Území Venezuely můžeme rozdělit do několika oblastí: Na severozápadě jsou Andy, kde se nachází nejvyšší hora Venezuely Pico Bolívar (4979 m). Mezi nimi je položena hluboká tektonická poklesová oblast s jezerem Maracaibo a rozlehlou Maracaibskou nížinou. Severovýchodně od Cordilerra de Mérida se táhne dlouhé pásmo Karibských And. Na jih od řeky Orinoco se rozprostírá Guyanská vysočina. Je to rozsáhlá pahorkatina s ojedinělými svědeckými vrchy. Mezi oběma celky se prostírá Orinocká nížina s plošinou Llanos. Území Venezuely je z 52 % pokryto lesními porosty, zemědělská půda zaujímá 23 % rozlohy státu.

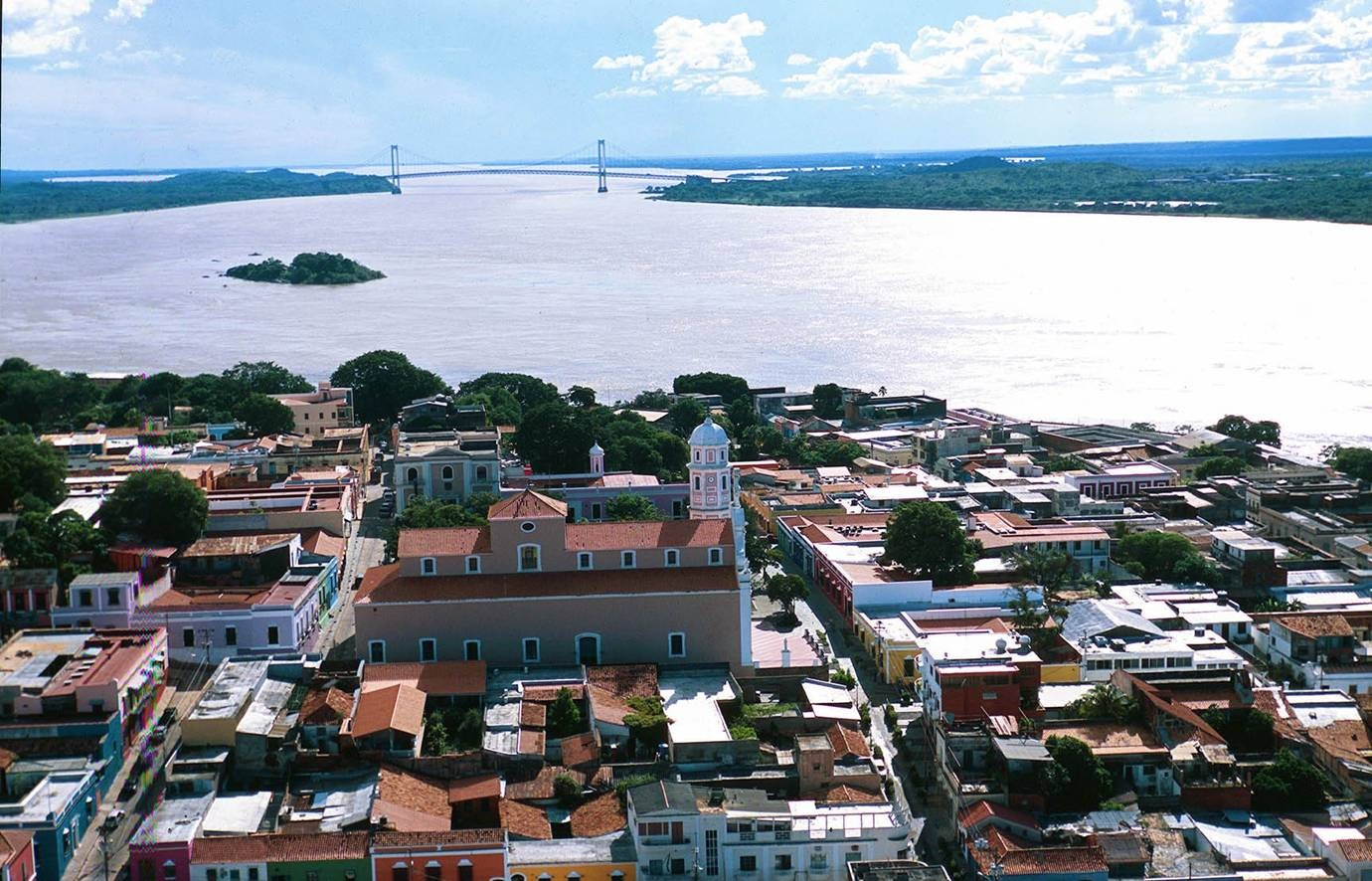
Ciudad Bolívar na břehu Orinoka

Nejvýznamnější řekou Venezuely je Orinoco, jehož pravé přítoky tvoří vodopády v místech, kde opouští Guyanskou vysočinu. Druhý nejvyšší vodopád světa je právě ve Venezuele: Salto Angel. Měří 979 metrů. Největšími přítoky Orinoka jsou Caroní, Apure a Meta. Významné je limanové jezero Maracaibo.
Venezuele náleží i několik ostrovů v Karibském moři, které jsou z geopolitického hlediska součástí státu Nueva Esparta a venezuelských federálních dependencí– největší z nich je Isla de Margarita. Největší poloostrovy jsou Paraguaná, Paria a Guajira.
Klima Venezuely je subekvatoriální horké s deštivým létem a suchou zimou. V Maracaibu je průměrná roční teplota 29 °C a 570 mm srážek za rok, výše položená Mérida 18,5 °C a 1750 mm, Caracas 20 °C, Santa Elena v Guyanské vysočině 23 °C a 1600 mm.
V roce 2024 roztál ve Venezuele její poslední ledovec La Corona.

## Politický systém

### Zahraniční vztahy
Venezuela je zapojená do většiny projektů a organizací na poli latinskoamerické integrace. Je členským státem např. organizací Společenství latinskoamerických a karibských států, Latinskoamerický hospodářský systém, Unie jihoamerických národů, Sdružení karibských států, Mercosur. Z iniciativy bývalého venezuelského prezidenta Huga Cháveze vznikly na začátku 21. století spolky Petrocaribe a Bolívarovský svaz pro lid naší Ameriky, ve kterých hraje Venezuela hlavní roli. Kromě členů Bolívarovského svazu má Venezuela příznivé vztahy s Čínou, Ruskem, Íránem a Tureckem.
V současné době se následkem humanitární krize a politiky prezidenta Nicolase Madura zhoršují venezuelské vztahy se sousedními zeměmi. Kvůli přílivu uprchlíků z Venezuely se ochladily vztahy s Kolumbií a Brazílií. Po krizi ohledně údajně zmanipulovaných prezidentských voleb prohlásili představitelé Kolumbie, Brazílie, Argentiny, Chile, Kanady, Evropské unie a Spojených států amerických, že neuznávají Madura jako legitimního prezidenta a podporují předsedu parlamentu Juana Guaidóa.
Dne 23. ledna 2019 oznámila Madurova vláda přerušení diplomatických styků Venezuely s USA. Ty však tento krok neuznávají a nehodlají své diplomaty ze země odvolat.

## Administrativní členění

Státy Venezuely (včetně území Guayany Esequiba nárokovaného po Guyaně)

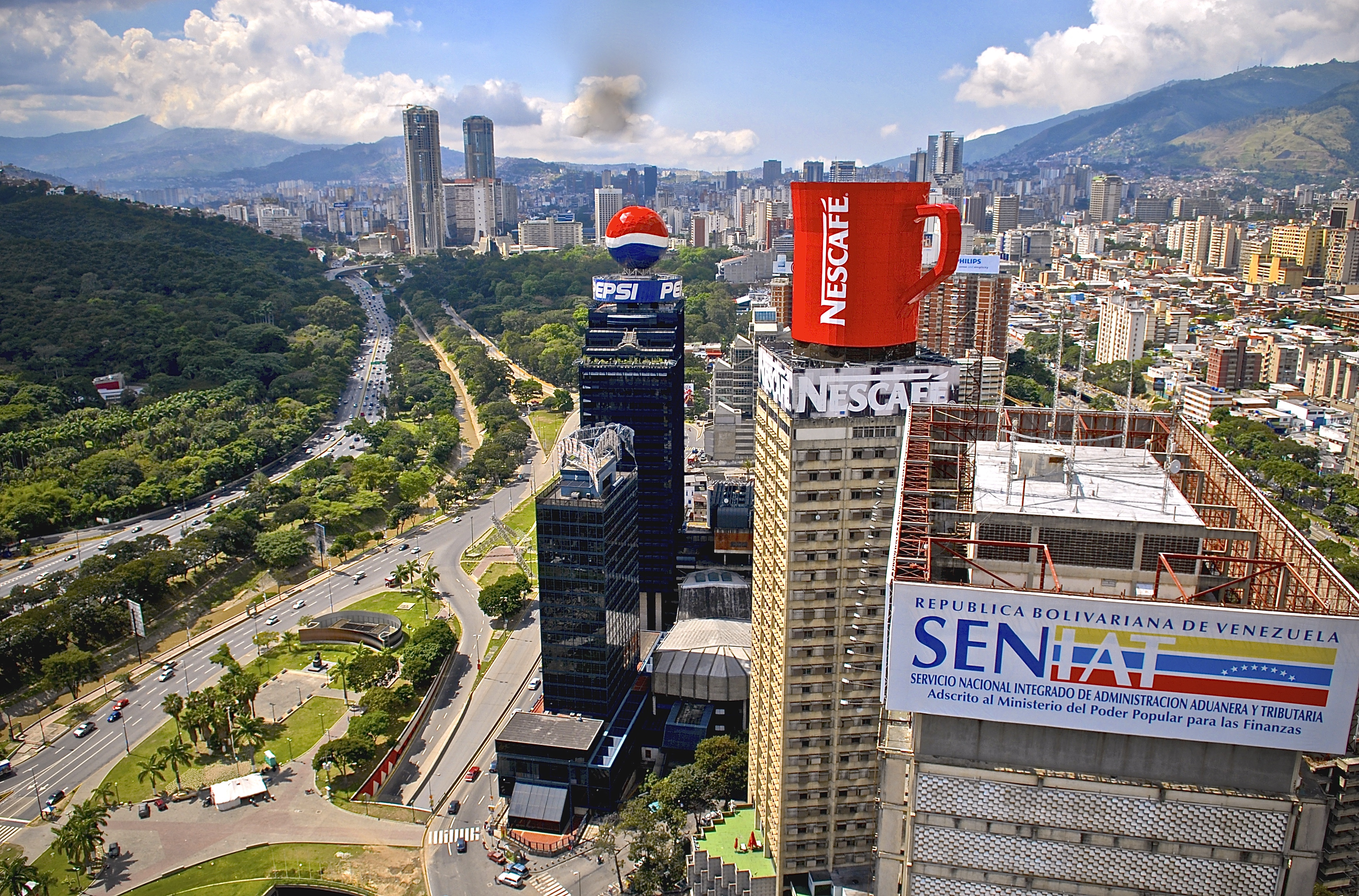
Hlavní město Caracas

Venezuela je federací 23 států a 2 dalších státotvorných útvarů: Distrito capital a Dependencias Federales.
- Amazonas
- Anzoátegui
- Apure
- Aragua
- Barinas
- Bolívar
- Carabobo
- Cojedes
- Delta Amacuro
- Falcón
- Guárico
- La Guaira
- Lara
- Mérida
- Miranda
- Monagas
- Nueva Esparta
- Portuguesa
- Sucre
- Táchira
- Trujillo
- Yaracuy
- Zulia
- Území hlavního města (Distrito capital)
- Federální dependence (Dependencias Federales)

## Ekonomika

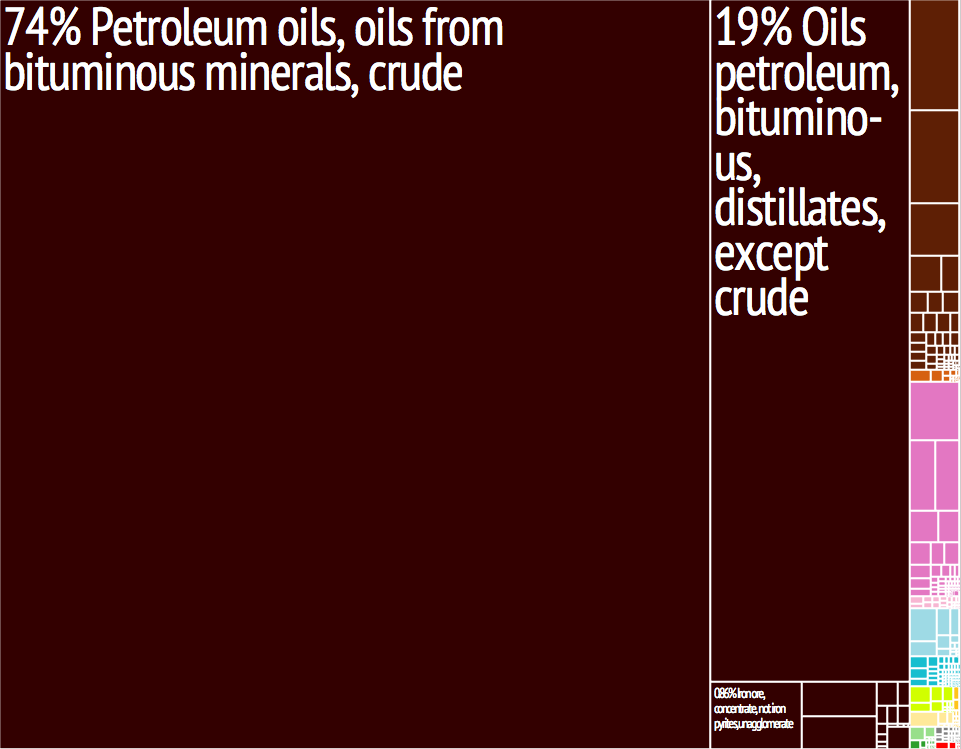
Venezuelský vývoz

Venezuela je zemědělsko-průmyslový stát s významnou těžbou nerostných surovin. Nejdůležitější jsou ropa, zemní plyn, kvalitní železná ruda, bauxit, zlato, uhlí, diamanty, sůl, fosfáty a vápenec. Nejvýznamnějším průmyslovým odvětvím je petrochemie, následují hutnictví, výroba surového železa, oceli a hliníku, strojírenství a potravinářství. Tři čtvrtiny elektrické energie produkují vodní elektrárny.[zdroj?]
Pro rostlinnou výrobu je důležitá sklizeň rýže, kukuřice, sorga, manioku, slunečnice, brambor, luštěniny, bavlny, kokosových ořechů, cukrové třtiny, banánů, citrusů, manga, ananasů, kávy, kakaa, tabáku, sisalu a zeleniny. Chová se skot, prasata, drůbež a koně. Význam má rybolov i těžba dřeva. Země má důležitou silniční a leteckou dopravu. Významné je obchodní loďstvo.
Venezuela má největší zásoby ropy na světě; surová ropa a produkty z ní představují více než 93 % venezuelského exportu.

### Ekonomické a společenské následky „socialismu 21. století“
Politika „Socialismu 21. století,“ zavedená za vlády Huga Cháveze, přinesla státní kontrolu cen a v důsledku toho vznikl nedostatek základních komodit jako toaletního papíru, chleba a mouky. V srpnu 2014 měla Venezuela jednu z nejvyšších cenových inflaci na světě (63,4 %) a v rámci tajné devalvace měny požadovala po obchodních společnostech zaplatit za dolary o 61 % více než v předchozím roce.
Některé následky politiky „socialismu 21. století“:
- Vysoká míra inflace, dosahující 63 %, což je bezkonkurenčně nejvyšší číslo v Latinské Americe.[65] Důsledkem je enormní nárůst veškerých cen. Ekonomové většinou vinu svalují na prudké zvyšování peněžní zásoby, tedy množství peněz v ekonomice, které zdaleka překračuje ekonomický růst. Poukazují i na nedostatek dolarů, kvůli němuž mnoho firem nemůže dovážet suroviny.
- Potraviny byly v roce 2016 běžně na příděl, je nedostatek téměř všeho, včetně toaletního papíru a základních potravin.[66]
- Chávez odradil zahraniční investice a státní ropná společnost byla poškozena tak, že její produkce klesla od roku 1999 o 25 %. Klesly také exporty ropy. Režim se sice snažil pomoci chudým, utratil při tom ale mnohem více, než si mohl dovolit. Země dosahuje deficitů státního rozpočtu ve výši kolem 14 % HDP a tuto mezeru lze zaplnit pouze tištěním peněz. Ty tak ale ztrácejí hodnotu a inflace oficiálně dosáhla v roce 2015 již 64 %, ve skutečnosti se však mohla pohybovat kolem 179 %. Bank of America odhadovala, že pokud se systém nezmění, zvýší se inflace možná až na 1 000 %.[67]
- V roce 2014 byl výkon Venezuelské ekonomiky jednoznačně nejhorší v regionu. Pokles HDP za tento rok byl závažných 4,8 %
- V roce 2015 Venezuela čelila nejhorší ekonomické krizi za posledních sedmdesát let. Měna byla znehodnocená obrovskou inflací, zboží v obchodech docházelo a vláda už přestala sdělovat základní ekonomické ukazatele o stavu země. Podle ekonomů hrozilo, že současná ekonomická krize přeroste v rozpad politiky i společnosti.[68]
- Důsledkem této politiky byl i enormní nárůst kriminality, loupeží a vražd v chudinských čtvrtích (tzv. barríos). V hlavním městě Venezuely Caracasu patří míra vražd mezi nejvyšší na světě. Násilí je tu spojeno hlavně s drogami, což má svůj důvod také v poloze země (mj. je jejím sousedem Kolumbie). Ozbrojené loupeže jsou ve městě běžné, a to dokonce i v oblastech, které byly považovány za bezpečné a navštěvují je turisté. Problémem jsou únosy osob výměnou za hotovost. Na únosech se někdy podílejí také policisté.[69]

## Obyvatelstvo

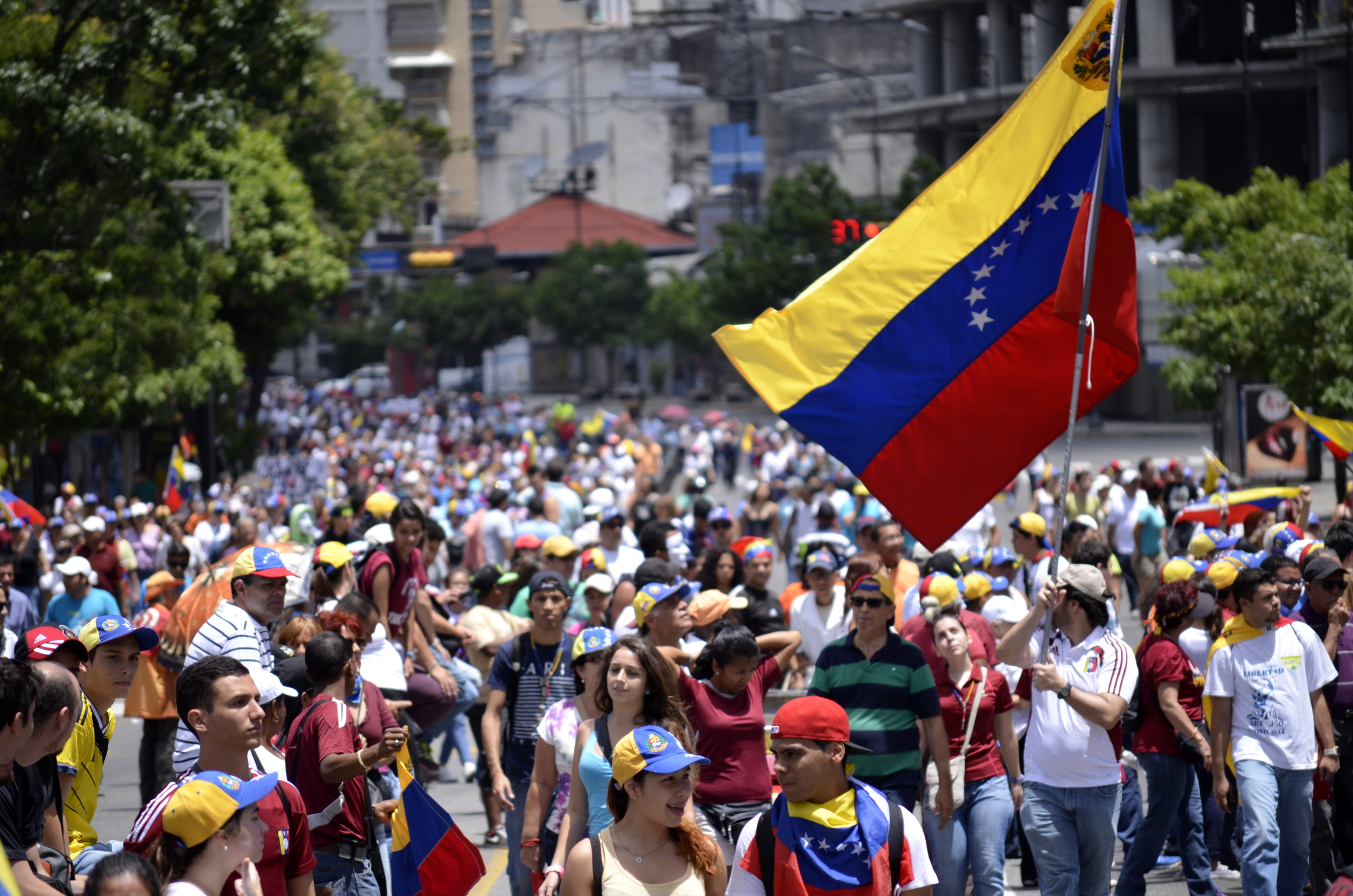
Venezuelci demonstrují v ulicích Caracasu

Obyvatelstvo je ze 67 % tvořeno mestici, ze 21 % potomky Evropanů (běloši a kreolové), z 10 % potomky Afričanů (černoši, mulati a zambové). Domorodé obyvatelstvo činí 2 % (asi 577 tisíc), z nich přibližně 200 000 Indiánů, kteří se stále živí lovem a sběrem. Příslušníci kmene Janomamů z deštných pralesů severní Amazonie byli známí svou bojovností a někteří z nich stále žijí v izolaci od vnějšího světa. Průměrná délka života je 73,45 let, a to 70,4 u mužů a 76,65 u žen.
Obyvatelstvo je především katolického vyznání (96 %, vč. východních katolíků: 1) řeckokatolíci-melchité: Apoštolský exarchát ve Venezuele, Caracas, vznikl 1990, 2015 – 26 200 věřících, počet narůstá, 2014 – 25 800, 2010 – 25 000, 2) syrští katolíci: Apoštolský exarchát pro V., Maracay, vznikl 2001, 2015 – 20 600, počet narůstá, 2014 – 20 300, 2010 – 5 000. Dále i protestantského (2 %) vyznání. Gramotnost dosahuje 93 % (u obyvatel starších 15 let).

## Kultura

### Umění

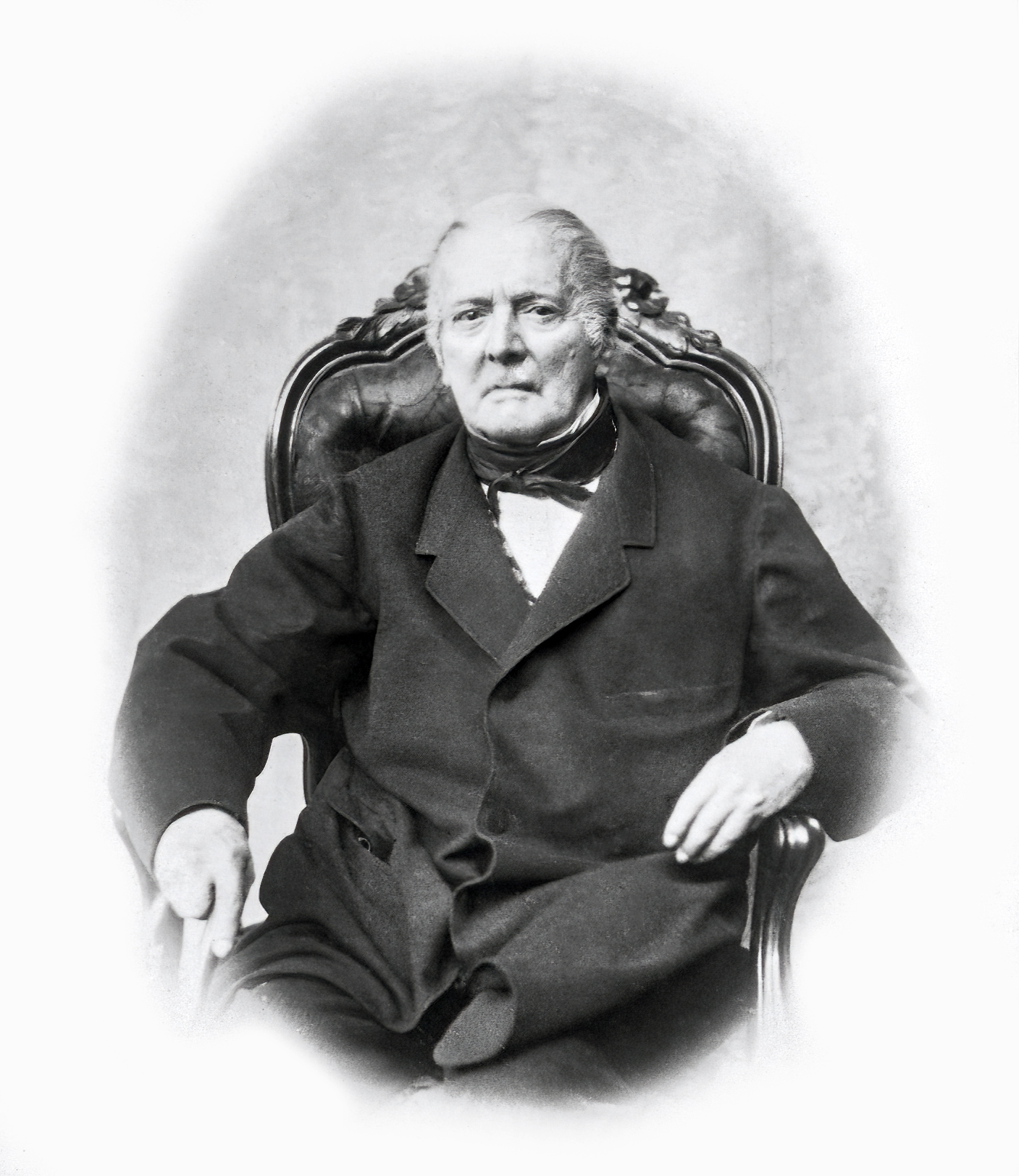
Andrés Bello

Klasikem venezuelské literatury je básník, filozof a filolog Andrés Bello. Hlásí se k němu i Chilané, a je tak dnes zobrazen jak na bankovce venezuelské, tak na chilském pesu. K významným básníkům patřil i Eugenio Montejo, romanopiscem Rómulo Gallegos, který se na krátkou dobu stal i venezuelským prezidentem. Spisovatel Arturo Uslar Pietri je autorem pojmu magický realismus označujícího styl řady jihoamerických autorů druhé poloviny 20. století.
Významným dirigentem současnosti je Gustavo Dudamel, k jeho předchůdcům patřil například José Antonio Abreu. Ve Francii se prosadil hudební skladatel Reynaldo Hahn.
Filmový režisér Lorenzo Vigas získal v roce 2015 Zlatého lva na festivalu v Benátkách. Rolí teroristy Carlose, za jejíž ztvárnění v třídílné minisérii z roku 2010 dostal Césara, se proslavil herec Édgar Ramírez. V Hollywoodu se prosadila herečka Patricia Velásquezová. Z venezuelských telenovel jsou známy herečky Gabriela Spanicová či Gaby Espinová.
V posledních letech jsou Venezuelanky mimořádně úspěšné na soutěži Miss Universe. V roce 2008 vyhrála Dayana Mendozová, rok poté Stefania Fernandezová a v roce 2013 Gabriela Islerová. Jako módní návrhářka amerických prvních dam (Jacqueline Kennedyové, Laury Bushové a Michelle Obamové) proslula Carolina Herrerová.

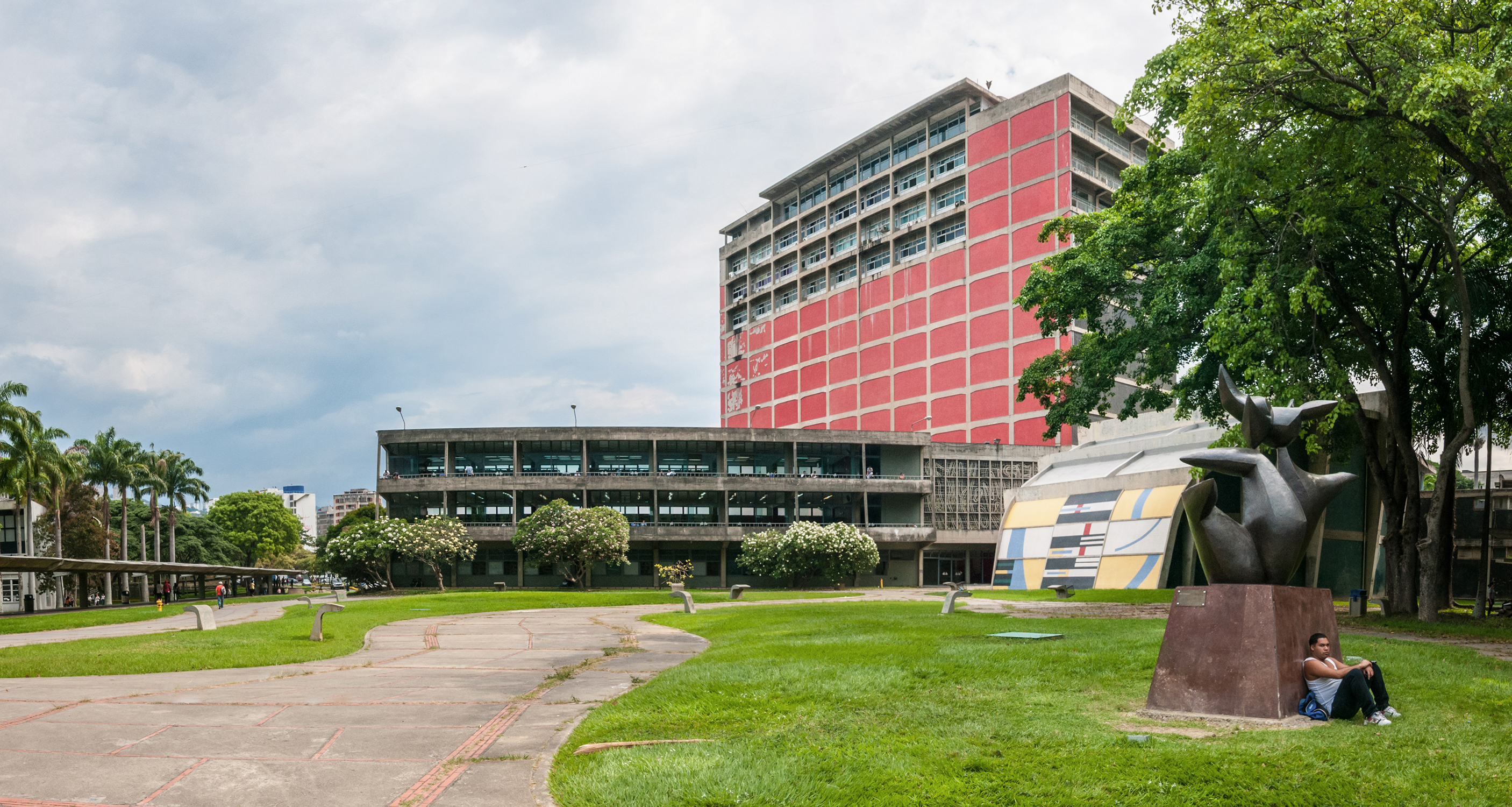
Univerzitní město v Caracasu

Největší každoroční kulturní akcí ve Venezuele je Feria del Sol, mezinárodní kulturní festival, který se koná ve městě Mérida, vždy v únoru. Festival je spojen karnevalovými hody. Konají se zde býčí zápasy, výstavy umělecké i zemědělské, koncerty, sportovní události či volba La Reina Del Sol (Královny slunce).
Na seznam světového kulturního dědictví UNESCO byly zapsány město Coro, jakožto jedinečný příklad mísení indiánských a evropských architektonických tradic, a univerzitní město v Caracasu, jež bylo postaveno podle návrhu architekta Carlose Raúla Villanueva ve 40. až 60. létech 20. století, a jež nese výjimečné architektonické prvky bauhausu a modernismu. Brutalistním řešením vyniká kulturní komplex v Caracasu zvaný Teatro Teresa Carreño, otevřený roku 1983. Jedná se o druhé největší umělecké centrum Jižní Ameriky po Kulturním středisku Néstora Kirchnera v Buenos Aires. Jde o stálé sídlo Venezuelského symfonického orchestru a pojmenován je po slavné venezuelské klavíristce 19. století Terese Carreño. K nejvýznamnějším technickým stavbám patří 8,7 km dlouhý Most generála Rafaela Urdanety z roku 1962, který překlenuje úžinu mezi jezerem Maracaibo a Venezuelským zálivem. Architektem mostu byl Riccardo Morandi, jemuž v roce 2018 spadl most podobné konstrukce v Janově, po čemž se začalo debatovat i o stabilitě Urdanetova mostu.

### Sport

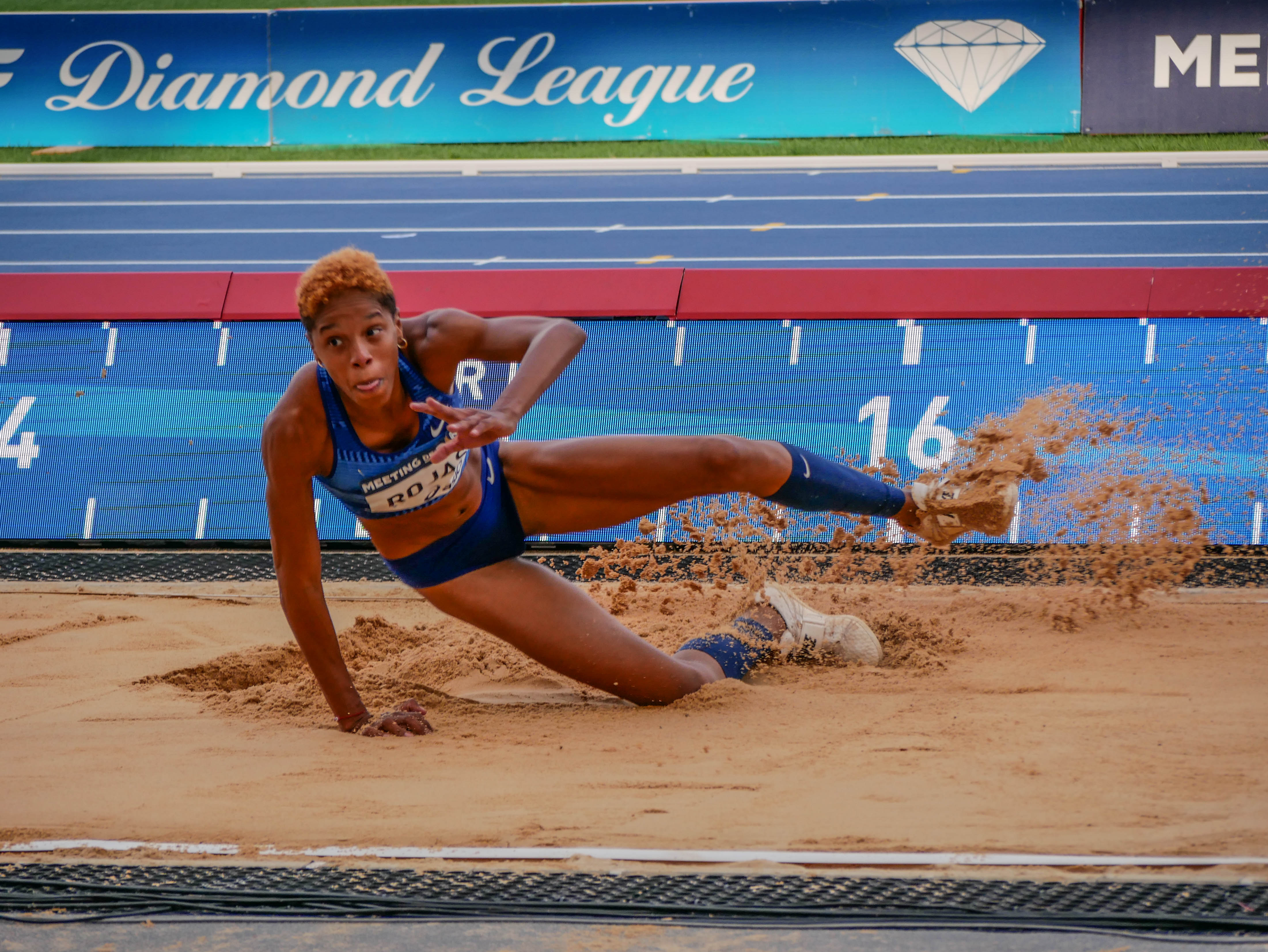
Yulimar Rojasová

Venezuela se od roku 1948 zúčastňuje olympijských her. Od té doby získala tři zlaté medaile (k roku 2021). Tu první přivezl z olympiády v Mexiku roku 1968 boxer Francisco Rodríguez, druhou v roce 2012 z Londýna šermíř Rubén Limardo, třetí pak trojskokanka Yulimar Rojasová z olympijských her v Tokiu konaných roku 2021, když přitom ve finále zároveň překonala světový rekord. Rojasová navíc na OH v Riu roku 2016 brala stříbro, a je tak nejúspěšnějším venezuelským olympionikem všech dob. V roce 2017 se rovněž stala mistryní světa, jako vůbec první venezuelský atlet.
Nejpopulárnějším sportem ve Venezuele je baseball. Venezuelci třikrát vyhráli Světový pohár v baseballu, naposledy však v roce 1947. Na World Baseball Classic skončili v roce 2009 třetí. Legendárním baseballistou, jenž se v letech 1956–1973 prosadil v americké lize MLB, byl Luis Aparicio. Oblíbený je i basketbal, mužská basketbalová reprezentace vyhrála v roce 2015 americké mistrovství (AmeriCup). V americké NBA se etabloval basketbalista Greivis Vásquez. Největším úspěchem venezuelské fotbalové reprezentace je čtvrté místo na Copa América v roce 2011. Mistrem světa v závodech silničních motocyklů se v roce 1975 stal Johnny Cecotto, stejného úspěchu, dokonce dvakrát, dosáhl Carlos Lavado (1983, 1986). Nejúspěšnějším Venezuelcem ve Formuli 1 je Pastor Maldonado.
Tradiční lidovou zábavou je coleo, jež je podobné známějšímu americkému rodeu.